# Абьюзивные отношения
Абьюзи́вные отноше́ния (от англ. abusive relationships — уничижительные отношения; разг. абьюз) — отношения, в которых партнёр нарушает личные границы другого человека, унижает, допускает жестокость в общении и действиях с целью подавления воли жертвы. В таком типе отношений жертва и агрессор не меняются местами, жертва по ряду причин не может выйти из этих отношений.
Выступать в качестве абьюзера может как мужчина, так и женщина, одно из отличий заключается в том, что каждый из них оказывает негативное воздействие на своего партнёра разными способами. Мужчины чаще применяют физическое и сексуальное насилие. Женщины чаще всего применяют эмоциональное и психологическое насилие.

## Употребление термина
Термин абьюзер употребляется для описания человека, который применяет насильственные методы, это может быть как психологическое, физическое или экономическое насилие, для достижения своей цели. Абьюзивные отношения — уничижительные взаимоотношения между «тираном» и «жертвой», которые сопровождаются постоянными манипуляциями с помощью денег, шантажа, угроз и рукоприкладства, а также моральным издевательством со стороны агрессора.
Абьюзивные отношения встречаются внутри семьи. Кроме того, такие отношения могут существовать в любых других видах межличностных связей.

## Причины становления абьюзером
1. Наличие у человека болезней и психических расстройств.
2. Воспитание абьюзивными родителями, которые оказали разрушительное влияние на сознание ребёнка и его внутренний мир[11].
3. Большое количество комплексов и низкая самооценка[8].
4. Наличие у человека психической нестабильности и проявления социально-негативных черт личности, таких как агрессивность, вспыльчивость, гордыня, властолюбие. Низкий уровень самоконтроля, жестокость, оправдание насилия, недоверие и повышенная склонность ко лжи также могут стать весомой причиной формирования абьюзера[источник не указан 1609 дней].
5. Наличие у человека таких дезадаптивных черт личности как тёмная триада (макиавеллизм, психопатия и нарциссизм). Убеждение в том, что для достижения собственных целей людьми можно и нужно манипулировать при общении с ними, а также конкретными умениями манипуляции, а также отсутствием чувства вины, холодностью, характеризует проявление абьюза в межличностных отношениях. Люди, обладающие высоким уровнем психопатии по психометрическим шкалам, имеющие склонность к нарушению социальных норм и правил, проявляющие склонность к обману, имеющие низкую тревожность, выраженное высокомерие в межличностных взаимоотношениях, низкую эмпатию, являются потенциальными представителями абьюзивных отношений. Абьюзерам свойственен нарциссизм, который проявляется в требованиях от окружающих постоянного восхищения и внимания к его действиям[источник не указан 1609 дней].

## Признаки абьюзивных отношений
- Ревность — абьюзер крайне негативно относится к общению с потенциальными сексуальными партнёрами: выходит из себя при упоминании другого человека, контролирует звонки, переписки.
- Обвинения — абьюзер пытается сделать виновным своего партнёра в различных трудностях: неудачи на работе, в семье.
- Тотальный контроль — абьюзер контролирует каждый шаг своей жертвы, он должен постоянно знать, где и с кем он(она) находится.
- Нестабильное настроение — сначала абьюзер может быть самым милым и дружелюбным человеком, но стоит произойти чему-то, что ему не понравится, как тут же он превратится в беспощадного, бездушного тирана.
- Необъективная критика — абьюзер будет постоянно недоволен всем, включая жертву, ему не нравится, как партнёр одевается, говорит, его компания.
- Ограничение общения — агрессор выступает против того, чтобы жертва поддерживала отношения с близкими и значимыми для неё людьми, которые могут «открыть глаза» на деструктивное поведение абьюзера.
- Убеждение в неадекватности поведения — абьюзер внушает своей жертве, что она неадекватно воспринимает реальность, эмоционально нестабильна, у неё проблемы с памятью, с помощью психологических манипуляций уверяет своего партнёра в его «ненормальности»[12].
- Гендерный надзор — абьюзер контролирует гендерное поведение жертвы, «наказывает» её за отказ следовать гендерным стереотипам[13].

## Типы абьюза
- Физический — применение физической силы и насилия, нанесение побоев, рукоприкладство с целью подчинения поведения жертвы, выполнения требований агрессора[14].
- Психологический — форма насилия, включающая в себя шантаж, угрозы, различные манипуляции. Этот тип может проявляться в скрытой или явной форме.
- Экономический — контроль денежных средств партнёра, с целью ограничения социальных связей в обществе и создания зависимого положения.
- Половой — принуждение вступать в сексуальную связь с партнёром, сопровождается физическими угрозами. Абьюзер использует человека только для удовлетворения собственных желаний и потребностей[6].
- Социальный — профессиональный и политический способ, используемый в СМИ и интернете. Может сочетаться с вовлечением в травлю жертвы избирателей, читателей, зрителей ТВ-шоу, слушателей радио, фанатов, участников социальных сетей — склонных к участию в групповом буллинговом абьюзе (коллективном охаивании). Такой тип абьюза характерен для семей из публичных кругов (например, артистов, политиков)[источник не указан 1311 дней].

## Причины, по которым жертве трудно выйти из абьюзивных отношений
- Жертва боится, что агрессор начнёт преследовать и будет угрожать жизни, если жертва попытается выйти из-под его контроля. Так, известно, что в США 2 миллиона женщин ежегодно получают серьёзные травмы от своих партнёров[15].

- Жертва не имеет своих финансов и полностью зависит от абьюзера, находясь у него на содержании.

- Жертва боится остаться без крыши над головой (см. Бездомные)

- Жертва имеет сильную эмоциональную привязанность к агрессору[16].
- Наличие общих детей с абьюзером принуждает жертву сохранить отношения.